# Allan Banegas
Allan Alexander Banegas Murillo (Balfate, 4 ottobre 1993) è un calciatore honduregno, centrocampista del Marathón.

## Carriera

### Club
Ha giocato nella massima serie del campionato honduregno con il Marathón, con cui ha esordito nella stagione 2014-2015.

### Nazionale
Nel 2016 ha giocato 5 partite con la Nazionale Under-23, con la quale ha ottenuto la qualificazione ai Giochi Olimpici di Rio de Janeiro.
Ha preso parte ai Giochi olimpici del 2016 in Brasile, disputando 6 incontri fino al raggiungimento della semifinale persa per 6-0 contro il Brasile e conseguente finale per il terzo posto persa per 3-2 contro la Nigeria.